# Аксіоматична семантика
Аксіоматична семантика — підхід до опису семантики системи за допомогою
аксіоматичних теорій: теорії множин, натуральних чисел, математичної логіки. Система описується в рамках визначених понять за допомогою аксіом та правил виводу. Як база використовується апарат математичної логіки.
Використання аксіоматичної семантики дозволяє ввести поняття часткової коректності системи. Система частково коректна, якщо при задовільненні у початковому стані визначених умов (передумов) після завершення вона задовольняє відповідні умови (постумови).